# Melaleuca glomerata
Melaleuca glomerata — en anglès desert honey myrtle —és una planta de la família de les Myrtaceae que es distribueix per la meitat nord-oest d'Austràlia, encara que hi ha espècies del gènere que també s'estenen per Nova Caledònia, Malàisia i el Vietnam. Encara que a vegades és localment comuna, és més aviat una espècie que es dispersa àmpliament per l'interior, en general en llocs que disposen d'aigua extra, com en llocs com llacs salats, piscines, forats on s'hi acumula aigua, etc. Els arbres anomenats myrtle són aquells arbusts de fulla perenne que tenen un fullatge aromàtic brillant i flors blanques seguides de fruits en forma de baies ovals de color porpra-negre. El nom genèric Melaleuca prové de les paraules gregues melas que significa fosc o negre i leucon que significa blanc, en referència aparentment a les tonalitats blanques de les branques més joves i fosques dels troncs que tenen més edat. L'epítet específic glomerata descriptiu que significa "amb bràctees".

## Morfologia
És un arbust de mida gran o un petit arbre d'àmplia difusió amb una alçada màxima d'uns 10 metres amb una amplada màxima d'uns 4 a 5 metres. El port acostuma a ser arbustiu, és a dir, multicaule si no es poda, però es pot podar com a arbre amb un tronc simple. El tronc és gris fosc, que pot pelar-se en tires semblant al paper, ja que es va trencant amb el pas del temps. Les fulles són estretes, de forma lanceolada, molt aromatitzades i d'un color verd brillant. Són sèssils, és a dir, no presenten pecíol. La punta està finament puntejada. Són finament pubescents. Les fulles noves o joves són lleugerament pubescents. Les flors són de color blanc-groc que es reuneixen en caps petits d'uns 15 mm de diàmetre. Els sèpals i el tub floral poden ser densament pubescents. El fruit és de mides d'uns 5-8 mm de diàmetre. Floreix cap a l'hivern o la primavera.

## Usos
Normalment s'usen per a plantar de manera ornamental en zones costaneres, ja que hi és tolerant, per guarnir passejos i avingudes. Es poda seguint la forma arbòria amb un sol tronc. També és un arbre adequat per a petits patis de les cases natives australianes. És un arbre atractiu per als ocells. Molt usat en horticultura. L'oli de les seves fulles es pot fer servir com a repel·lent d'insectes.